# Lückstedt
Lückstedt là một đô thị thuộc huyện Stendal, bang Sachsen-Anhalt, Đức. Đô thị Lückstedt có diện tích 13,38 km², dân số thời điểm ngày 31 tháng 12 năm 2006 là 579 người.